# بهمن اخوان

بهمن اخوان (زادهٔ ۱۳۳۹ در اراک) نمایندهٔ حوزهٔ انتخابیهٔ تفرش، آشتیان، فراهان در دورهٔ پنجم مجلس شورای اسلامی بوده‌است. وی در دورهٔ ششم نیز عضو این مجلس بود